# L'Autre Maison (film)
Pour le roman de 1896, voir L'Autre Maison.
Pour plus de détails, voir Fiche technique et Distribution.
L'Autre Maison est un film québécois réalisé par Mathieu Roy sorti en 2013 et mettant en vedette Marcel Sabourin, Roy Dupuis et Émile Proulx-Cloutier.

## Synopsis
Henri, 80 ans, est atteint de la maladie d'Alzheimer. Il vit dans le chalet familial au bord d'un lac avec son fils Éric, apprenti pilote de brousse, et Maia, la copine musicienne de ce dernier. Gabriel, son autre fils, est photographe de guerre et est toujours en reportage sur le terrain à l'étranger. Éric est excédé par le fait que son frère est rarement là pour l'aider avec Henri qui fait régulièrement des fugues cherchant à trouver l'autre maison, sa maison. Les deux frères se disputent au sujet de la marche à suivre pour prendre soin de leur père. Alors qu'Éric veut le garder au chalet, Gabriel pense qu'il devrait être placer dans un établissement spécialisé.

## Fiche technique
Source : IMDb et Films du Québec
- Titre original : L'Autre Maison
- Réalisation : Mathieu Roy
- Scénario : Mathieu Roy et Michael Ramsey
- Direction artistique : Mario Hervieux
- Costumes : Julia Patkos
- Maquillage : Djina Caron
- Coiffure : Raymonde Laliberté
- Photographie : Steve Asselin
- Son : Claude La Haye, Yann Cleary, Claude Beaugrand, Bernard Gariépy Strobl
- Montage : Louis-Martin Paradis
- Production : Roger Frappier et Félize Frappier
- Société de production : Max Films
- Sociétés de distribution : TVA Films
- Budget : 4,8 millions $ CA
- Pays de production :  Canada
- Langue originale : français
- Format : couleur — format d'image : 2,35:1
- Genre : drame
- Durée : 100 minutes
- Dates de sortie :
  - Canada : 22 août 2013 (première en ouverture de la 37e édition du Festival des films du monde de Montréal)[2]
  - Canada : 18 octobre 2013 (sortie en salle au Québec)
  - France : 3 mai 2016 (Festival de cinéma québécois des grands lacs à Biscarrosse)
- Classification :
  - Québec : Visa général (Déconseillé aux jeunes enfants)

## Distribution
- Marcel Sabourin : Henri Bernard
- Roy Dupuis : Gabriel Bernard
- Émile Proulx-Cloutier : Éric Bernard
- Florence Blain Mbaye : Maia
- Julie Gayet : Charlotte
- Danièle Panneton : directrice du centre
- Evelyne de la Chenelière : Sylvie, la cousine de Gabriel et Éric
- François Maranda : mari de Sylvie
- Joseph Antaki : Hamid, interprète
- Mohamed N'Diaye : Moussa
- Nathalie Cavezzali : présentatrice de nouvelles
- Karyne Lemieux : Marie Bernard, la mère

## Distinctions

### Récompenses
- Festival des films du monde de Montréal 2013[3]
  - prix de la meilleure interprétation masculine : Marcel Sabourin
  - prix du public du long métrage canadien le plus populaire

### Nominations
- Festival des films du monde de Montréal 2013
  - Grand prix des Amériques
- Prix Jutra 2014 :
  - meilleur acteur : Marcel Sabourin
  - meilleure direction de la photographie : Steve Asselin
  - meilleur montage : Louis-Martin Paradis
- Festival international du film de Mumbai 2013 : prix Golden Gateway
- Prix Écrans canadiens 2014 : meilleure actrice dans un second rôle : Florence Blain Mbaye